# CSS 41177
CSS 41177 (SDSS J100559.10+224932.2) es un sistema binario de magnitud aparente +17,3. Está situado en la constelación de Leo a poco más de un grado de la variable RR Leonis. Se encuentra a más de 351 pársecs (1140 años luz) del sistema solar.
CSS 41177 es un sistema formado por dos enanas blancas cuyo período orbital es de 2,78 horas.
Se conocen poco más de 50 sistemas binarios cercanos de esta clase —donde las dos componentes se hallan muy próximas entre sí— y además CSS 41177 es, junto a NLTT 11748, el segundo sistema de este tipo en donde de ha observado que una de las componentes eclipsa a la otra.
Las componentes del sistema tienen una temperatura efectiva de 21.100 ± 800 K y 10.500 ± 500 K respectivamente.
Poseen aproximadamente la misma masa —0,28 y 0,27 masas solares— y, como cabe esperar en este tipo de objetos, son de muy pequeño tamaño.
La más grande posee un radio de 0,0210 radios solares —poco más del doble del radio terrestre— y su acompañante de 0,0174 radios solares.
Lo inusual del sistema es que ambas enanas blancas están formadas en su mayor parte por helio.
En general, las enanas blancas poseen núcleos inertes de carbono y oxígeno formados durante la evolución estelar, por lo que las enanas blancas de helio son un signo seguro de que la estrella ha estado sometida a algún tipo de pérdida de masa extrema en algún momento de su vida.
Dos remanentes estelares de este tipo en un mismo sistema implica que ambas estrellas han vivido un pasado mutuamente destructivo. 
Se piensa que la estrella más masiva del par evolucionó antes transformándose en una gigante roja, siendo su envoltura externa de hidrógeno arrancada por su compañera estelar.
Por ello, nunca llegó a fusionar su helio y permaneció como una enana blanca de helio.
Cuando la segunda estrella comenzó a expandirse, la primera estrella le arrebató su capa externa de hidrógeno; sin embargo, dado que esta última era ya una enana blanca, no pudo fusionar el material recién adquirido.
Se cree que aquel hidrógeno se perdió del sistema, quedando sólo las dos enanas blancas atípicas que hoy observamos.
En un futuro, debido a la pérdida de momento angular por radiación gravitacional, ambas enanas blancas se fusionarán formando una subenana de tipo B. 
Esto sucederá en unos 1100 millones de años.